# Павловский, Станислав
Стани́слав Павло́вский (пол. Stanisław Pawłowski; 16 марта 1882, с. Дембовец близ г. Ясло (ныне (ныне Подкарпатского воеводства, Польши) — 6 января 1940, Познань) — польский учёный-геолог, географ, педагог, профессор Львовского и Познанского университетов,  доктор философии (1910), член Польской академии знаний (с 1936). Ректор Познанского университета (1932).

## Биография
Родился в Галиции. Учился в гимназиях Самбора и Ясло. Затем изучал географию, геологию и метеорологию вначале в Венском университете, где посещал лекции профессора Альбрехта Пенка, затем в университете г. Львова, под руководством Антония Ремана, доцента Евгения Ромера и других видных ученых.
После окончания института работал учителем физической и экономической географии в гимназиях Львова. Затем преподаватель,
с 1918 года — профессор Львовского университета, а 1919 — Познанского университета. Организатор создания Института географии при Познанском университете. Здесь подготовил и опубликовал «Атлас географических названий западных славян» (переведенный на английский и французский языки).
В 1928 году — инициатор создания Познанского географического общества.
Ректор Познанского университета в 1932 году.
В 1938 году был избран вице-президентом Международного географического союза.
После начала второй мировой войны был схвачен нацистами и казнен 6 января 1940 в познанском концентрационном лагере Форт-VII.

## Избранные труды
Автор более 330 научных работ.
- Niektóre kanały spławne na ziemiach polskich (1911)
- Zlodzenie górnej Wisły, górnego Dniestru i ich dopływów (1912)
- Geografia Polski (1917)
  - том I — Geografia ogólna
  - том II — Kraje i morza europejskie, часть I — Polska, часть II — Kraje europejskie
  - том III — Kraje i morza pozaeuropejskie
- Ze studiów nad zlodowaceniem Czarnohory
- Charakterystyka morfologiczna wybrzeża polskiego (1922)
- O położeniu geograficznym Polski (1924)
- Geograficzny krajobraz i położenie Poznania (1928)
- O przyrodniczych podstawach geografii (1934)
- Geografia jako nauka i przedmiot nauczania (1938)